# Məcnun Vahidov
Məcnun Abdulvahid oğlu Vahidov (* 27. Juli 1946 in Ağdaş; † 30. April 2009 in Baku), auch Mejnun Vahidov oder Medznun Vagidov war ein aserbaidschanischer Schachkomponist und -funktionär.

## Schachkomposition
Auf dem Gebiet der Schachkomposition war Vahidov als Komponist von über 200 Aufgaben und Mitbegründer verschiedener Themen wie Vladimirov-Thema und mehrerer Nowotny-Arten bekannt. Er war zeitweilig Präsident der aserbaidschanischen Kommission für Schachkomposition.

## Leben und Tod
Vahidov war für drei Jahrzehnte als Assistenzprofessor an der Staatlichen Ölakademie in Baku tätig und hatte den Kandidatengrad in Naturwissenschaften. Auch als Schriftsteller betätigte er sich, so war er Autor der Fernsehkomödie Yarımştat. Am 30. April 2009 wurde er eines von zwölf Opfern einer Schießerei an der Staatlichen Ölakademie in Baku.

## Werke
- Karavan Mansub (russisch), Baku 1999.